# فيكو (شركة)

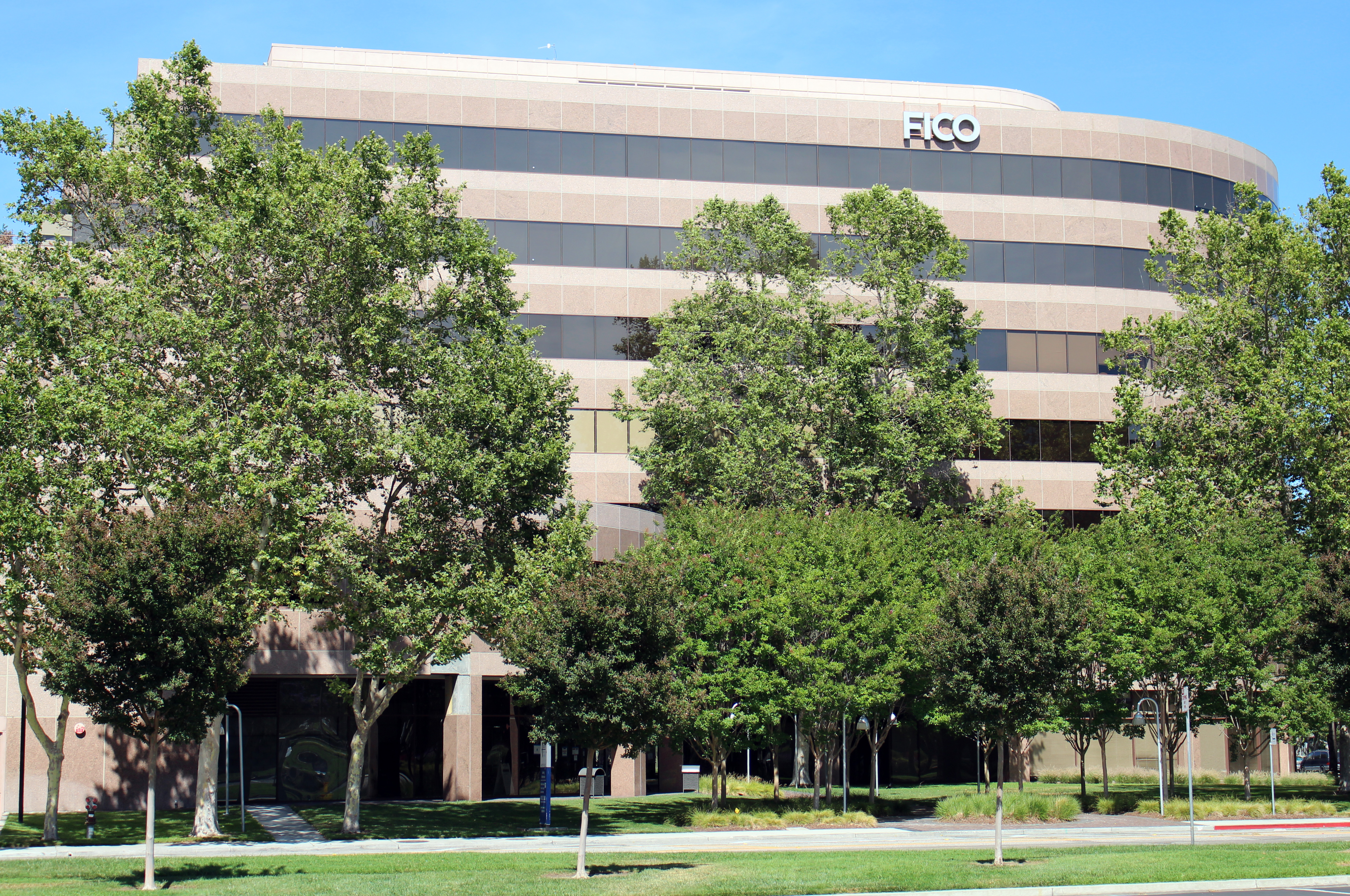

فيكو(FICO) (الاسم القانوني: Fair Isaac Corporation) في الأصلFair, Isaac and Company هي شركة لتحليل البيانات مقرها في سان خوسيه، كاليفورنيا، تركز على خدمات الامتياز الاعتباري. أنشأها بيل فير وإيرل إسحاق في عام 1956. تمتلك نقاط فيكو (بالإنجليزية:  FICO score)‏ الذي يقيس مخاطر الائتمان للمستهلك، والذي أصبح عنصرا أساسيا في إقراض المستهلك في الولايات المتحدة.
في عام 2013، اشترى المُدينون أكثر من 10 مليارات من نقاط فيكs وحصل أكثر من 30 مليون مستهلك أمريكي على امتيازاتهم بأنفسهم. سجلت الشركة 1.29 مليار من الإرادات للسنة المالية في عام 2020.  

## التاريخ
```
أنشأ  المهندس وليام ر. «بيل» فير مع عالم الرياضيات 
إيرل جودسون إسحاق
 فيكو في عام 1956 باسم Fair, Isaac and Company 
[
8
]
 التقى الاثنان اثناء العمل في 
معهد ستانفورد للأبحاث
 في 
مينلو بارك
، 
كاليفورنيا
.
[
9
]
 تمكنت الشركة من بيع أول امتياز اعتباري بعد سنتين من انشائها،
[
10
]
 عرضت فيكو نظامها أمام خمسين من المُدينين الأمريكيين.
[
11
]
 طُرحت أسهم فيكو 
للاكتتاب العام
 في 1986 وتُتداول في 
بورصة نيويورك
.
[
8
]
```

أطلقت الشركة أول نقطة فيكو للأغراض العامة في عام 1989. تعتمد نقاط فيكو على تقارير الائتمانية وتتراوح نقاط فيكو «الأساسية» من 300 إلى 850، في حين تتراوح الخاصة بالصناعة من 250 إلى 900.
يستخدم المُقرضون النقاط لقياس الجدارة الائتمانية للمقترض المحتمل.
بدء فاني ماي وفريدي ماك استخدام نقاط فيكو للمساعدة في معرفة أهلية المستهلكين الأميركيين للحصول على قروض عقارية أشترتها وباعتها الشركات في عام 1995.

### تغييرات الاسم
كانت تسمى في الأصل Fair, Isaac and Company (ومن هنا جاء الاختصار FICO)، غُير هذا الاسم إلى Fair Isaac Corporation في عام 2003. قامت الشركة بتغير اسمها إلى FICO في 2009.  

### تغييرات المقر الرئيسي
كان يقع مقرها في سان رافاييل، كاليفورنيا، نقلت FICO مقرها إلى مينيابوليس، مينيسوتا، في عام 2004، بعد سنوات قليلة من تولي توماس غرودنوفسكي المقيم في مينيسوتا منصب الرئيس التنفيذي للشركة. في 2013، نقلت مقرها إلى سان خوسيه، كاليفورنيا بعد سنة من انضمام المدير التنفيذي وليام لانسينغ.

## عمليات
يقع المقر الرئيسي لFICO في سان خوسيه، كاليفورنيا، ولها مواقع أمريكية إضافية في روزفيل، مينيسوتا؛ سان دييغو؛ سان رافائيل، كاليفورنيا؛ فيرفاكس، فيرجينيا؛ مدينة نيويورك؛ وأوستن، تكساس.
تمتلك الشركة مواقع دولية في أستراليا والبرازيل وكندا والصين وألمانيا والهند وإيطاليا واليابان وكوريا وليتوانيا وبولندا وماليزيا والفلبين وروسيا وسنغافورة وجنوب إفريقيا وإسبانيا وتايوان وتايلاند وتركيا والمملكة المتحدة.

## نقاط فيكو
قياس لمخاطر الائتمان، تتوفر نقاط فيكو من خلال كل الوكالات تقارير المستهلك الرئيسية في الولايات المتحدة: Equifax, Experian, وTransUnion. كما وتعرض نقاط فيكو في أسواق أخرى، بما في ذلك المكسيك وكندا، وكذلك من خلال مكتب تقارير الائتمان الرابع في الولايات المتحدة، PRBC.